# 李旻智
李旻智（英語：Minjee Lee，1996年5月27日—），珀斯出生，澳大利亞籍韓裔女子職業高爾夫球手，曾參加2016年和2020年夏季奧林匹克運動會。她的弟弟李旻宇也是職業球手。

## 外部連結
- 李旻智在LPGA巡回赛官方网站
- 李旻智在女子高爾夫世界排名官方網站